# День чеченской женщины

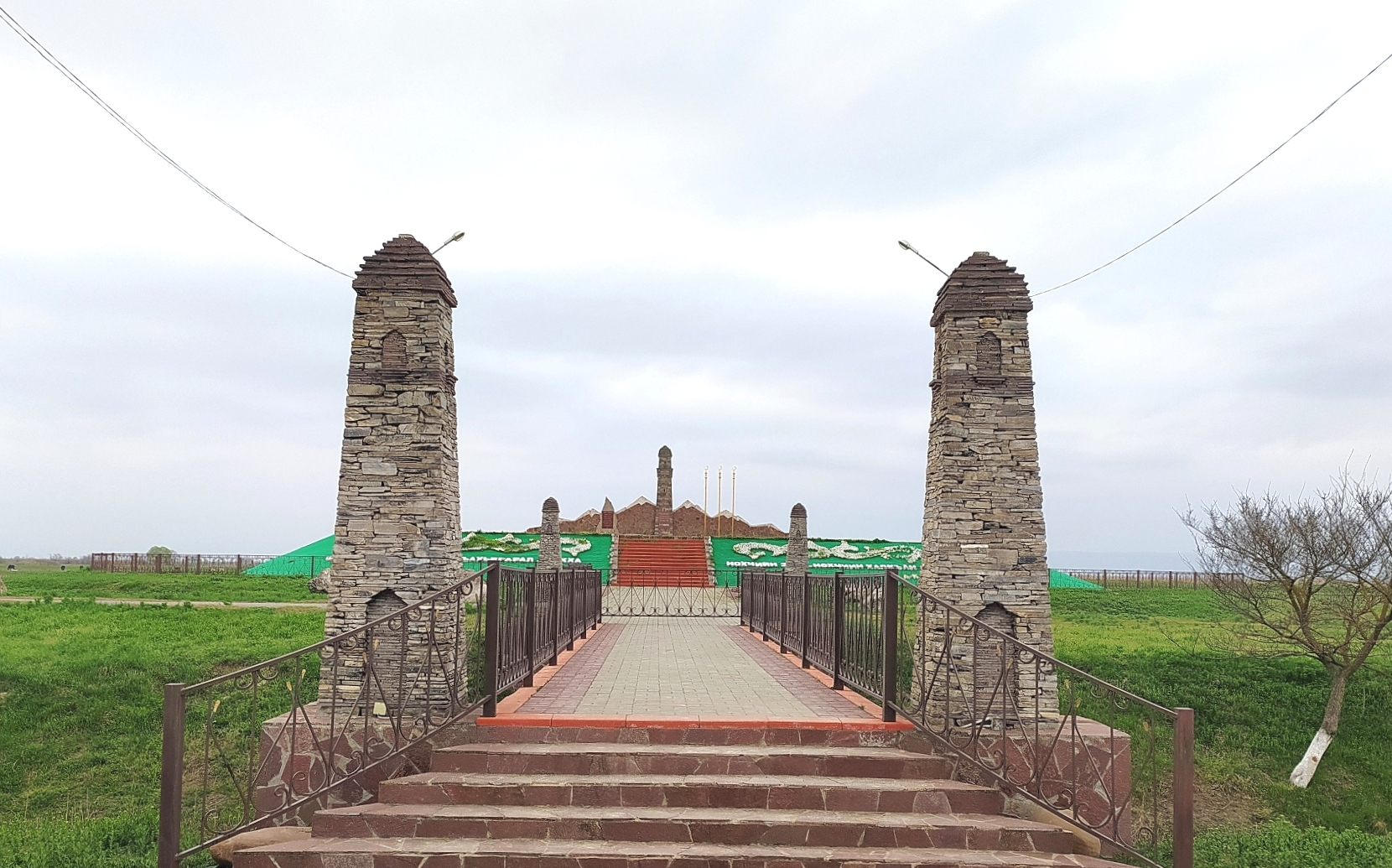
Мемориал «Дади-Юрт»

День чеченской женщины — ежегодный праздник, отмечаемый в Чеченской Республике в третье воскресенье сентября. В 2009 году отмечался впервые.
Президент Чечни Рамзан Кадыров объявил об учреждении праздника в феврале 2009 года. По его словам, День чеченской женщины должен стать одним из главных чеченских праздников. Как он заявил позднее, «Это дань уважения чеченским женщинам, которые во все времена на своих плечах выносили тяготы и лишения, связанные с трагическими событиями истории народа в прошлых столетиях, а также в годы двух военных кампаний». Накануне праздника 18 сентября 2009 года в Гудермесском районе был установлен памятник погибшим защитникам Дади-юрта.
Праздник основан в память о 46 чеченских девушках, погибших во время Кавказской войны. В сентябре 1819 года войска генерала Ермолова сожгли чеченское село Дади-юрт; захваченные в плен 46 девушек во главе с Дадин Айбикой при переправе через Терек бросились в реку, не захотев, «чтобы их касались руки тех, кто повинен в убийстве отцов, матерей, братьев, сестёр, повинен в сожжении родного села». В 2013 году в память о подвиге этих девушек был воздвигнут памятник в Хангиш-Юрте.
Сам управляющий гражданской частью в Грузии, Астраханской и Кавказской губерниях Алексей Ермолов, описывая штурм аула, не скрывает жестокости боя и лишь указывает, что карательная экспедиция была предпринята в ответ на чеченские набеги.
Однако сам Ермолов писал в одном из своих писем:
Подобного примера ещё не видывали в сием краю и я единственно для того его подал, дабы распространить ужас.